# Lollius atromaculata
Lollius atromaculata är en insektsart som beskrevs av William Lucas Distant 1917. Lollius atromaculata ingår i släktet Lollius och familjen sköldstritar. Inga underarter finns listade i Catalogue of Life.